# 퐁디엔현 (껀터)
퐁디엔현(베트남어: Huyện Phong Điền / 縣豊田)은 베트남 메콩강 삼각주 껀터의 현이다.

## 행정 구역
퐁디엔현은 1시진, 6사를 관할하고 있다.

### 시진
- 퐁디엔 시진 (Thị trấn Phong Điền, 豊田市鎭)

### 사
- 년아이 사 (Xã Nhơn Ái, 仁愛社)
- 년응이어 사 (Xã Nhơn Nghĩa, 仁義社)
- 떤트이 사 (Xã Tân Thới, 新泰社)
- 자쑤언 사 (Xã Giai Xuân, 佳春社)
- 미카인 사 (Xã Mỹ Khánh, 美慶社)
- 트엉롱 사 (Xã Trường Long, 長隆社)